# 김아영 (1991년)
김아영(1991년 8월 23일~)은 대한민국의 MBC 보도본부 기자이다. 남편은 배우자 이휘준 씨와 결혼하였다.

## 학력
- 한동대학교 경영학과 학사

## 경력
- 대한항공 승무원 #[3]
- G1방송 기자
- MBC 사회정책팀 기자
- MBC 기상전문기자
- MBC 경제팀 기자
- MBC 스트레이트팀 기자